# Exeristes ruficollis
Exeristes ruficollis là một loài tò vò trong họ Ichneumonidae.